# Uwe Wessel
Uwe Wessel (ur. 31 sierpnia 1960) – niemiecki muzyk powermetalowy, pierwszy basista zespołu Gamma Ray, w którym grał w latach 1989–1992. Później grał w takich zespołach jak Gothic Fate, Rad Kick czy Axe La Chapelle.
W 2005 roku z powodów zdrowotnych odszedł z zespołu Gothic Fate i od tego momentu nie prowadzi działalności muzycznej.

## Dyskografia[1]
Gamma Ray (1989-1992)
- Heading for Tomorrow (1990)
- Sigh No More (1991)

Axe La Chapelle (1992–1995)
- Grab What You Can (1994)

Gothic Fate (2004–2005)
- Illuminati (2005)

Rad Kick (1996–2000)
- Peace of Mind (1998)